# Gregorios Xenopoulos

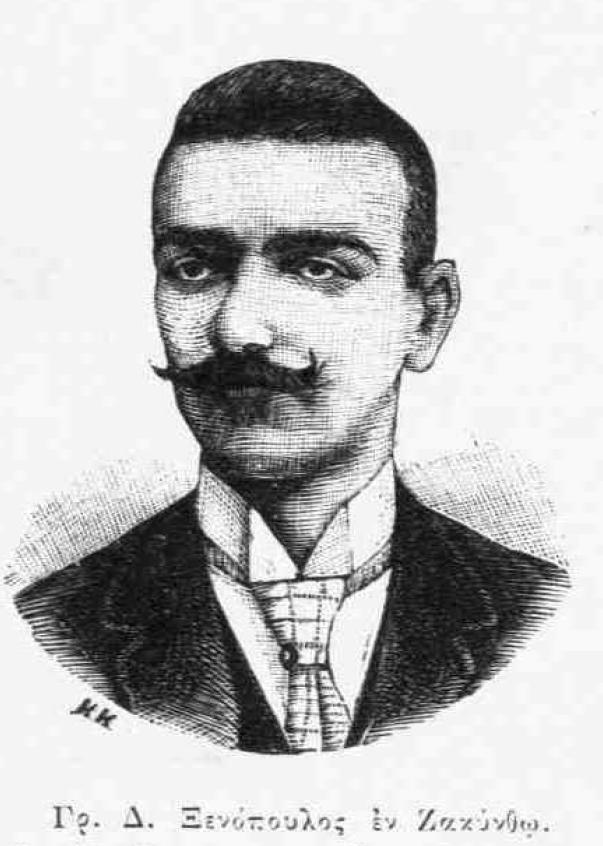
Gregorios Xenopoulos

Gregorios Xenopoulos (griechisch Γρηγόριος Ξενόπουλος, * 9. Dezember 1867 in Konstantinopel; † 14. Januar 1951 in Athen) war ein griechischer Schriftsteller.

## Biographie
Xenopoulos' Vater Dionysios stammte von der ionischen Insel Zakynthos, seine Mutter Eulalia war gebürtige Konstantinopolitin. Seine Kindheit und Jugend verbrachte er in Zakynthos. 1883 schrieb er sich in die Universität von Athen ein, um Mathematik und Physik zu studieren. Er machte aber nie einen Studienabschluss in diesen Fächern, sondern beschäftigte sich früh mit der Literatur, die zu seiner alleinigen Einnahmequelle wurde.
1892 beschloss er, sich in Athen ständig niederzulassen. Zwei Jahre später ehelichte er Euphrosyne Diogenides. Das Paar bekam eine Tochter, trennte sich jedoch bereits nach anderthalb Jahren. Xenopoulos heiratete ein zweites Mal. Im Jahre 1901 ging er die Ehe mit Christina Kanellopoulos ein, mit der er zwei Töchter hatte. Xenopoulos arbeitete mit vielen Zeitungen und Zeitschriften zusammen. Er veröffentlichte Studien, Artikel sowie Erzählungen und Romane.
1894 übernahm er die Direktion der Zeitschrift „Illustrierte Hestia“. 1896 wurde er Chefredakteur der bekannten Zeitschrift „Die Erziehung der Kinder“ (Η Διάπλασις των Παίδων I Diaplasis ton Pedon), deren Abonnent er als Kind selbst war. Er blieb bis 1948 Chefredakteur dieser Zeitschrift und war gleichzeitig einer ihrer Hauptautoren.
Von 1901 bis 1912 veröffentlichte er in der Zeitschrift „Panathenaia“ schriftstellerische Werke und Studien. Ab 1912 veröffentlichte er Fortsetzungsromane in der Zeitung „Ethnos“. 1927 gründete Xenopoulos die Zeitschrift „Neue Hestia“ und war bis 1934 deren Direktor.
1931 gründete er gemeinsam mit den Schriftstellern Palamas, Sikelianos und Kanzantzakis den Verband griechischer Schriftsteller.
Er starb am 14. Januar 1951 in Athen und wurde mit öffentlichen Ehren beigesetzt.

## Werke
Xenopoulos war ein Autor mit einem großen schriftstellerischen Gesamtwerk. Er verfasste mehr als 80 Romane und eine Vielzahl an Erzählungen. Als Schriftsteller erschien er erstmals 1888 mit dem Roman „Der Mensch der Welt“ (Ο ανθρωπος του κοσμου O anthropos tou kosmou). Dieser und der nachfolgende Roman „Nikolaos Sigalos“ (1890) hatten keinen großen Erfolg. Nachfolgend ließ er sich von seiner Heimatinsel Zakynthos inspirieren und schrieb einige seiner besten Werke: „Margarita Stepha“ (1893) und „Roter Felsen“ (1905). Es folgten die in Athen handelnden Romane „Der Krieg“ (Ο πόλεμος O polemos – 1914) und „Die geheimen Verlobungen“ (Οί μυστικοί αρραβώνες I mystiki arravones – 1915). Im Jahre 1915 entstand auch sein Werk „Laura“. Sein ehrgeizigstes schriftstellerisches Projekt war die gesellschaftliche Trilogie „Reiche und Arme“ (Πλούσιοί και πτωχοί Plousii ke ptochi – 1919), „Ehrenhafte und Unehrenhafte“ (Τίμιοι και άτιμοι Timii ke atimi – 1921), „Glückliche und Unglückliche“ (Τυχεροί και ατυχοί Tycheri ke atychi – 1924). Die beiden ersten Werke der Trilogie gelten als seine besten. Weitere bedeutende Werke sind: „Aufgetauchte“ (Αναδυομένη Anadyomeni – 1923), „Isabella“ (1923) und „Teresa Barma-Dakosta“ (1925). Seine Werke spielen meist in Athen oder auf Zakynthos. Hauptthema ist die Liebe, insbesondere diejenige zwischen Personen aus unterschiedlichen gesellschaftlichen Klassen.
Er schrieb auch Theaterstücke. Sein erstes Theaterstück „Der Stiefvater“ wurde 1895 uraufgeführt. Seit Beginn des 20. Jahrhunderts arbeitete er mit der Zeitschrift „Neue Bühne“ (Νέα Σκηνή NEa Skini) von Konstantinos Christomanos zusammen. Seine bedeutendsten Theaterwerke sind: „Das Geheimnis der Kontessa Baleraina“ (1904), „Stella Biolante“ (1909) und „Studieren“. „Der Karnevalstraum“ (Το αποκριάτικο όνειρο To apokriatiko oniro) war ein von ihm verfasstes Libretto, das 1913 von der griechischen Komponistin Eleni Lambiri vertont wurde.
Xenopoulos leistete auch einen wichtigen Beitrag zur Literaturkritik. In der Zeitschrift „Panathenaia“ veröffentlichte er eine Vielzahl von Literaturkritiken, wie unter anderem über Alexandros Papadiamantis, Giannis Kampysis und Demetrius Vikelas. In dieser Zeitschrift stellte er dem griechischen Publikum 1903 auch erstmals Konstantinos Kavafis vor.